# Kroatische parlementsverkiezingen 2003
Er hebben Kroatische parlementsverkiezingen plaatsgevonden op 23 november 2003.

## Algemeen
Er werden tien stemdistricten bepaald per aantal inwoners. In ieder gebied werden veertien kandidaten gekozen volgens proportionele vertegenwoordiging. De kiesdrempel was 5%.
Daarbij werden nog acht kandidaten gekozen als minderhedenvertegenwoordigers.
De Kroatische burgers die buiten de grenzen van Kroatië wonen vormen een eigen "stemdistrict". Het aantal gekozen vertegenwoordigers voor deze groep wordt bepaald per verkiezingen, afhangend van hoeveel mensen er in Kroatië stemmen, zodat de stemmen van binnen en buiten Kroatië op eerlijke wijze verdeeld zijn.
Tussen 2000 en 2003 waren er zes diaspora-vertegenwoordigers in de Sabor.
Totaal aantal zetels: 140 binnenlandse zetels + 8 minderhedenzetels + 4 diaspora-zetels.
De verdeling van de minderhedenzetels is als volgt:
- Serviërs: 3
- Hongaren: 1
- Italianen: 1
- Tsjechen en Slowaken: 1
- Oostenrijkers, Bulgaren, Duitsers, Polen, Roma, Roemenen, Roethenen, Russen, Turken, Oekraïners, Vlachen en Joden: 1
- Albanezen, Bosniakken, Montenegrijnen, Macedoniërs, Slovenen: 1

## Partijen en coalities
Coalities voor de verkiezingen in 2003:
- DC en HSLS, in alle kiesdistricten
- SDP en IDS, in het 8e kiesdistrict (Istrië)
- HB en HIP, in alle kiesdistricten
- SDP en Libra in het 2e, 3e, 4e en 10e kiesdistrict
- SDP en LS, in het 4e en 6e kiesdistrict
- HNS en SBHS, in het 4e en 5e kiesdistrict (de provincies van Slavonië)
- HNS en PGS, in het 7e en 8e kiesdistrict (Noordelijke zeekust provincies)

## Samenvatting van de stemmen en zetels
| Samenvatting van de Kroatische parlementsverkiezingen op 23 november 2003             | Samenvatting van de Kroatische parlementsverkiezingen op 23 november 2003                 | Samenvatting van de Kroatische parlementsverkiezingen op 23 november 2003 | Samenvatting van de Kroatische parlementsverkiezingen op 23 november 2003 | Samenvatting van de Kroatische parlementsverkiezingen op 23 november 2003 |
| Partijen en Coalities                                                                 | Partijen en Coalities                                                                     | Stemmen                                                                   | %                                                                         | Stemmen                                                                   |
| ------------------------------------------------------------------------------------- | ----------------------------------------------------------------------------------------- | ------------------------------------------------------------------------- | ------------------------------------------------------------------------- | ------------------------------------------------------------------------- |
| Kroatische Democratische Unie (Hrvatska Demokratska Zajednica)                        | Kroatische Democratische Unie (Hrvatska Demokratska Zajednica)                            | 840.692                                                                   | 33,9                                                                      | 66                                                                        |
| Coalitie:                                                                             | Sociaaldemocratische Partij van Kroatië (Socialdemokratska Partija Hrvatske)              | 560.593                                                                   | 22,6                                                                      | 34                                                                        |
| Coalitie:                                                                             | Istrische Democratische Assemblee (Istarski Demokratski Sabor/Dieta Democratica Istriana) | 560.593                                                                   | 22,6                                                                      | 4                                                                         |
| Coalitie:                                                                             | Partij van Liberaal Democraten (Libra - Stranka Liberalnih Demokrata)                     | 560.593                                                                   | 22,6                                                                      | 3                                                                         |
| Coalitie:                                                                             | Liberale Partij (Liberalna Stranka)                                                       | 560.593                                                                   | 22,6                                                                      | 2                                                                         |
| Coalitie:                                                                             | Kroatische Volkspartij (Hrvatska Narodna Stranka)                                         | 198.781                                                                   | 8,0                                                                       | 10                                                                        |
| Coalitie:                                                                             | Alliantie van Primorje - Gorski Kotar (Primorski-Goranksi Savez)                          | 198.781                                                                   | 8,0                                                                       | 1                                                                         |
| Coalitie:                                                                             | Slavonië-Baranja Kroatische Partij (Slavonsko-Baranjska Hrvatska Stranka)                 | 198.781                                                                   | 8,0                                                                       | -                                                                         |
| Kroatische Boerenpartij (Hrvatska Seljačka stranka)                                   | Kroatische Boerenpartij (Hrvatska Seljačka stranka)                                       | 177.359                                                                   | 7,2                                                                       | 10                                                                        |
| Coalitie:                                                                             | Kroatische Partij van Rechten (Hrvatska Stranka Prava)                                    | 157.987                                                                   | 6,4                                                                       | 8                                                                         |
| Coalitie:                                                                             | Zagorje Democratische Partij (Zagorska Demokratska Stranka)                               | 157.987                                                                   | 6,4                                                                       | -                                                                         |
| Coalitie:                                                                             | Međimurje Partij (Međimurska stranka)                                                     | 157.987                                                                   | 6,4                                                                       | -                                                                         |
| Coalitie:                                                                             | Kroatische Sociaal-Liberale Partij (Hrvatska Socialna Liberalna Stranka)                  | 100.335                                                                   | 4,0                                                                       | 2                                                                         |
| Coalitie:                                                                             | Democratisch Centrum (Demokratski Centar)                                                 | 100.335                                                                   | 4,0                                                                       | 1                                                                         |
| Kroatische Senioren Partij (Hrvatska Stranka Umirovljenika)                           | Kroatische Senioren Partij (Hrvatska Stranka Umirovljenika)                               | 98.537                                                                    | 4,0                                                                       | 3                                                                         |
| Onafhankelijke Democratische Servische Partij (Samostalna Demokratska Srpska Stranka) | Onafhankelijke Democratische Servische Partij (Samostalna Demokratska Srpska Stranka)     | -                                                                         | -                                                                         | 3                                                                         |
| Coalitie:                                                                             | Kroatische Democratische Boerenpartij (Hrvatska Demokratska Seljačka stranka)             | 24.872                                                                    | 1,0                                                                       | 1                                                                         |
| Coalitie:                                                                             | Kroatisch Democratisch Centrum (Hrvatski Demokratski Centar])                             | 24.872                                                                    | 1,0                                                                       | -                                                                         |
| Coalitie:                                                                             | Democratische Prigorje-Zagreb Partij (Demokratska Prigorsko-Zagrebačka Stranka)           | 24.872                                                                    | 1,0                                                                       | -                                                                         |
| Democratische Unie van Hongaren van Kroatië (Demokratska Zajednica Mađara Hrvatske)   | Democratische Unie van Hongaren van Kroatië (Demokratska Zajednica Mađara Hrvatske)       | -                                                                         | -                                                                         | 1                                                                         |
| Duitse Volksunie (Njemačka narodnosna zajednica)                                      | Duitse Volksunie (Njemačka narodnosna zajednica)                                          | -                                                                         | -                                                                         | 1                                                                         |
| Partij voor Democratische Actie van Kroatië (Stranka demokratske akcije Hrvatske)     | Partij voor Democratische Actie van Kroatië (Stranka demokratske akcije Hrvatske)         | -                                                                         | -                                                                         | 1                                                                         |
| Niet-partizanen                                                                       | Niet-partizanen                                                                           |                                                                           |                                                                           | 4                                                                         |
| Totaal (opkomst 61,7%)                                                                | Totaal (opkomst 61,7%)                                                                    | 2.478.967                                                                 |                                                                           | 151                                                                       |
| Ongeldigde stemmen                                                                    | Ongeldigde stemmen                                                                        | 41.041                                                                    |                                                                           |                                                                           |
| Aantal stemmen                                                                        | Aantal stemmen                                                                            | 2.520.008                                                                 |                                                                           |                                                                           |
| Geregistreerde stemmers                                                               | Geregistreerde stemmers                                                                   | 4.087.553                                                                 |                                                                           |                                                                           |
| Bron: Izbori.hr en IFES.                                                              |                                                                                           |                                                                           |                                                                           |                                                                           |

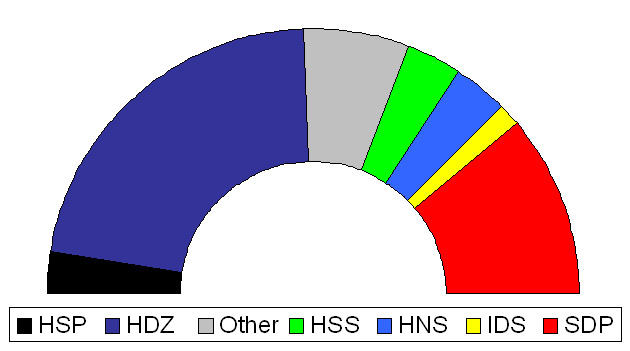
Zetelverdeling na de verkiezingen

Het aantal diaspora vertegenwoordigers werd met twee zetels verlaagd door een lagere diaspora opkomst. Door de zetelverdeling volgens D'Hondt methode krijgen onafhankelijken op de lijst voor diaspora stemmers geen zetels, ook niet als zij de vereiste 5% gehaald hebben.
Ivo Sanader van de Kroatische Democratische Unie (HDZ) werd ingehuldigd (na bevestiging van het Kroatische parlement) als Minister President.
De nieuwe regering bestond uit dertien ministers van de HDZ en een van de DC (Democratisch Centrum).